# Witold Nieduszyński
Witold Nieduszyński (ur. 2 października 1950 w Warszawie) – polski polityk, menedżer, poseł na Sejm III kadencji.

## Życiorys
Ukończył studia na Wydziale Mechaniczno-Technologicznym Politechniki Warszawskiej. W latach 1997–2001 sprawował mandat posła na Sejm wybranego z listy ogólnopolskiej Akcji Wyborczej Solidarność. W następnych wyborach bez powodzenia ubiegał się o reelekcję z ramienia Prawa i Sprawiedliwości.
Od 2002 do 2003 był zastępcą burmistrza dzielnicy Śródmieście. Prowadził działalność gospodarczą w ramach spółek prawa handlowego. W 2006 objął stanowisko dyrektora oddziału terenowego Agencji Rynku Rolnego.
Należał do Chrześcijańskiej Demokracji – Stronnictwa Pracy, po przekształceniu w 2000 tego ugrupowania w Stronnictwo Pracy został wiceprezesem partii. W 2006 bezskutecznie kandydował do rady m.st. Warszawy z listy lokalnego komitetu.